# Văn học tiên phong
Văn học tiên phong (tiếng Pháp: avant-garde) là một thuật ngữ dùng để chỉ cái gọi là "trào lưu tả khuynh" trong nghệ thuật và văn học (chủ yếu là ở phương Tây) nảy sinh vào những năm 20 của thế kỷ XX ở trong thơ và kịch. Văn học tiên phong phản ánh sự nổi loạn tự phát của các nhà thơ phản kháng lối sống tư sản đương thời.
Các đại diện của văn học tiên phong không có cương lĩnh chính trị rõ rệt. Họ cho các hình thức quen thuộc, kể cả luật thơ, ngữ pháp của văn học và nghệ thuật là già cỗi, họ phản đối chủ nghĩa hiện thực, vì theo ý họ, nó đã không thể hiện được tâm trạng phản kháng của họ.
Trong sân khấu, những người theo chủ nghĩa tiền phong từ bỏ lối dàn dựng bài trí giống như thật, chủ trương nhấn mạnh tính ước lệ của hành động, tính trừu tượng của bố cục. Kiểu ước lệ này về sau đã trở nên phổ cập rộng rãi, kể cả ở sân khấu hiện thực chủ nghĩa.
Văn học và nghệ thuật cách mạng thời kì đầu ở nhiều nước thường xuất hiện dưới dạng văn học tiên phong như V. Mai-a-cốp-xki (Nga), Gi. Bê-sơ (Đức), P. Ê-luy-a (Pháp), N. Hít-mét (Thổ Nhĩ Kì),...
Về sau này thuật ngữ văn học tiên phong chủ nghĩa tiền phong (avantgardisme) không còn mang nội dung thuần nhất, nó thường chỉ những thử nghiệm hình thức để gây chú ý.
Văn học tiên phong những năm 20 rất gần gũi với chủ nghĩa biểu hiện, chủ nghĩa vị lai.